# メトロイド ゼロミッション
『METROID: ZERO MISSION』（メトロイド ゼロミッション）は、2004年5月27日に任天堂から発売された、ゲームボーイアドバンス用アクションゲーム。アメリカでは同年2月9日、ヨーロッパでは同年4月8日発売。
シリーズ第一作『メトロイド』のリメイク作品である。しかし第二部として『メトロイド』では語られることの無かったサムスの惑星ゼーベスからの脱出、登場するボスや取得できる能力の大幅増加、また新規エリアや要素も多数存在するため実質上は「初代『メトロイド』を基にした新作」といえる。
前作『メトロイドフュージョン』（以下『フュージョン』という）がテキストが多く指示されて行動するというシチュエーションが多かったのに対し、本作はある程度の先に進むヒントは与えられるもののルートなどの指示は一切なく、また攻略ルート・攻略順もボムジャンプに代表されるテクニックを駆使したり隠し通路の発見によって変えられるため、プレイ感覚はむしろ『スーパーメトロイド』（以下『スーパー』という）に近い。
なお、本作のテレビCMではゲーム中の第2部を模した実写CMが放送され、パワードスーツを失ったサムス役を森下千里が演じた。

## ストーリー

### 第一部
コスモ歴20X5年、惑星SR388にて銀河連邦の調査船が捕獲した未知の生物「メトロイド」がスペースパイレーツにより奪われてしまう。
メトロイドは鳥人族により生み出された人工生命体だと判明し、他の生命体に取り付き生態エネルギーを吸収してしまうという危険な性質を有していた。しかも、β線を照射する事により爆発的に増殖させる事が可能であり、惑星SR388の滅亡の原因としても確実視されていた。パイレーツによるメトロイドの軍事転用を防ぐため、銀河連邦警察はパイレーツの本拠地「要塞惑星ゼーベス」に総攻撃を行うも失敗する。銀河連邦は最後の手段として、謎に包まれた最強のバウンティ・ハンターであるサムス・アランを惑星ゼーベスの内部に侵入させ、要塞を管理している機械生命体「マザーブレイン」を破壊させる作戦を決定した。惑星ゼーベスは幼き日のサムスの育った場所でもあり、彼女は様々な想いを秘めて現地に潜入して任務を遂行する。
マザーブレインの正体は、サムスの養親の種族である鳥人族が自分たちの中枢として機能すべく作り出した生体コンピュータだった。しかし、鳥人族が自分たちの未来をサムスに託そうとすることへの嫉妬心から、鳥人族を裏切りパイレーツ側に付いた。

### 第二部
マザーブレインを撃破した後、サムスは古代鳥人族の遺跡・チョウゾディアへ赴き、チョウゾディア最深部に存在する壁画「大軍神」と対面する。
その後、サムスはチョウゾディアを通ってパイレーツのマザーシップへと移動し、パイレーツの最高幹部・リドリーを模した「メカリドリー」を破壊する。これによってマザーシップの自爆装置が作動するが、サムスは間一髪で脱出する。

## 舞台
ブリンスタ(BRINSTAR)
惑星の岩窟エリア。第一部の中心的エリアとなる。
クレテリア(CRATERIA)
惑星の地表とその周辺。「スーパー」同様スターシップが停泊する。BGMは「スーパー」の難破船のアレンジ版が使用されている。
クレイド(の部屋)(KRAID)
ブリンスタの地下には、ゼーベスの巨獣にしてエリアの主「クレイド」が潜んでいる。
ノルフェア(NORFAIR)
溶岩の煮えたぎる地下エリア。熱気に耐えられるバリアスーツが無ければ全容を把握することは出来ない。
リドリー(の部屋)(RIDLEY)
ノルフェアのさらに地下にあるエリア。シリーズの宿敵「リドリー」が居座る。
ツーリアン(TOURIAN)
地下要塞の中枢エリア。2体の門番を倒したとき、道は開かれる。通路にはゼーベス星人の干涸らびた姿がある。
チョウゾディア
第二部の中心的エリアとなる古代鳥人族の遺跡、スペースパイレーツのマザーシップと連結している。ゼロスーツ時のBGMは「スーパー」でのクレテリア(旧ツーリアンエリア)のアレンジ(ゼーベス星人からの発見時、非発見時の2種類のバージョンが存在)で、伝説のパワードスーツ入手後は本作の「ブリンスタ」のBGMのアレンジに変わる。

## ボスキャラクター
ディオルム
俗名 [ 地中の悪魔 ]
ブリンスタ地中に生息する一つ目の巨大なムカデのような姿をした生物。弱点は目でありミサイルのみ効く。倒すとチャージビームに変化する。
なお、戦闘が長引くと別の場所に移動してしまう。
ムーワ
俗名 [ 溶岩の魔手 ]
クレイドの有毒液の中で生息している生物。首の赤い部分が弱点である。
クレイド
俗名 [ 目覚めた巨大生物 ]
クレイドに生息する巨大な怪獣。
サムスとほぼ変わらない大きさだったリメイク元と異なり、本作では後の作品と同様の巨体となっている。
額にある赤い部分と口が弱点。
指先の爪を飛ばしたり、腹の穴からトゲを発射して攻撃をしてくる。なお、ダメージを与えるにつれて足場の環境が悪くなり、最終的に床以外の足場が全て崩れてしまいトゲを足場代わりにすることになるが、その前に倒すことは可能。
最新作(2021年現在)メトロイドドレッドの舞台、惑星ZDRの原生生物の方のクレイドとは別個体である。
キル・ギル(幼虫)
ノルフェアに生息している生物。腹部が弱点である。
カラームツーター＆キル・ギル
俗名 [ 進化する巨大蟲 ]
カラームツーターに寄生されたキル・ギルの幼虫。カラームツーターを破壊することで道を拓くことができる。
キル・ギル
カラームツーターに寄生された幼虫がその後無事に成長し成虫になった物である。
蝿のような姿をしておりサムスがキル・ギルの卵を踏み潰してしまった事によりサムスを襲った。弱点は腹である。
リドリー
俗名 [ 狡猾の死神 ]
スペースパイレーツの最高幹部で、サムスの両親の命を奪った張本人。
マザーブレイン
俗名[ 狂気の支配者 ]
ツーリアンに待ち構えるスペースパイレーツの最高指導者たる機械生命体。
大軍神
チョウゾディア最深部に存在する壁画。サムスが再び訪れるのを待っていた。
メカリドリー
スペースパイレーツのマザーシップに存在する、リドリーを模した機械。
リドリーが自らの権威の象徴として、銅像感覚で造らせていたものだが、上半身しか完成しておらず、腹部ら下は大量のコードに繋がれている。口からの火炎放射や目から放つレーザーなど、戦闘能力を有している。

## 本作で得られるアイテム
本作の舞台はサムスに一度破壊される「前」のゼーベスであり、第一作のアイテムに加えて「スーパー」で得られるアイテムもある。全て第1部において入手することになっているが、一部のアイテムは「未詳アイテム」として元々サムスが着ているパワードスーツには適合しないものもあり、第二部において入手する、より拡張性の高いパワードスーツが必要となる。

### 特殊能力系
モーフボール
シリーズ恒例能力のアイテム。スタート地点から左にあるのも変わらない。丸まって移動し、狭い通路などを移動できる。
パワーグリップ
本作オリジナルの装備。崖に捕まることが出来る。『フュージョン』の崖に掴まるシステムをアイテムとした能力。
ハイジャンプ
ジャンプ力がアップし、より高く飛べるようになる他、ボールでもジャンプできるようになる。『スーパー』におけるスプリングボールと統合されている。
スピードブースター
一定の距離を走り続けると無敵状態での高速ダッシュが出来るようになる。「シャインスパーク」は『フュージョン』同様に体力減少がなく、さらにハイジャンプを所持していればボール状態でも発動することができる。
スクリューアタック
回転ジャンプに攻撃判定が加わり、雑魚敵ならば一撃で粉砕できる。本作ではこれでのみ破壊できるブロックが存在する。
スペースジャンプ
回転ジャンプ中なら何度でもジャンプできるようになる。「未詳アイテム」の一つであり、第二部において入手する、より拡張性の高いパワードスーツ（伝説のパワードスーツ）を入手して初めて機能するようになる。

### ビーム系
ロングビーム
ビームが画面の端まで届くようになり、若干威力がアップする。
チャージビーム
ビームをアームキャノン内で増幅させ、威力をアップさせたビームを放つ事が出来るようになる。
アイスビーム
当たった敵を凍らせる事ができるビーム。アイスビームによって凍った敵は一定時間で解凍されるまで空中で動かないので、足場としても利用できる。
ウェイブビーム
壁や障害物を貫通するビーム。第一作とは違ってアイスビームとの併用ができる。波打つように発射されるのでビームの範囲が広くなる。
プラズマビーム
敵を貫通する高威力のビーム。「未詳アイテム」の一つで、第二部において入手する、より拡張性の高いパワードスーツを入手して初めて機能するようになる。
ハンドガン
第二部でパワードスーツを失った時のサムスが携帯する短銃。自動でパワーが充填し敵を短時間だけ麻痺させる。

### スーツ
バリアスーツ
ダメージを軽減する他、高熱エリア・有毒液よるダメージを無効化するスーツ。
グラビティスーツ
バリアスーツより更にダメージを軽減し、高温の溶岩内でもダメージを受けない（ただし酸のダメージは受ける）。また、液体の抵抗を受けず地上と同様の動きができる。「未詳アイテム」の一つで、第二部において入手する、より拡張性の高いパワードスーツを入手して初めて機能するようになる。
伝説のパワードスーツ
大軍神を倒すと手に入るスーツで従来のパワードスーツより拡張性が高く、「プラズマビーム」「スペースジャンプ」「グラビティスーツ」が機能する。

### サブウェポン
ミサイル
爆発系の火器。弾数制限があるが威力は高く、このミサイルでしか倒せない敵も存在する。レッドゲートを開けられる。
スーパーミサイル
通常のミサイル五発分の威力を誇る強力なミサイル。ミサイル以上に弾数が少ない。グリーンゲートを開けられる。
ボム
モーフボール状態で爆弾を仕掛ける事が出来るようになる。弾数制限はない。また、爆発時の爆風を使って「ボムジャンプ」が出来たり、起爆によってブロックを判別したり、隠しルートを発見したりする事も出来る。
パワーボム
モーフボール状態での強力な爆弾。画面内にいる全ての敵にダメージを与える事が出来る。通常のボムと違い、厳しい弾数制限がある。イエローゲートを開けられる。

## おまけ要素
- ゲームクリア後、NES版（海外ファミコン版）初代メトロイドで遊べるようになる。セーブはパスワード方式だが、1つだけパスワードを記録しておける。
- メトロイドフュージョンと通信ケーブルで通信することにより、メトロイドフュージョンのギャラリーの全イラストを閲覧することが可能になる（ただし、メトロイドフュージョン側のギャラリーが解禁になるわけではない）。
- セーブファイル選択時に特定の操作をするとタイムアタックモードでゲームを開始する。ここで記録されたタイムは公式サイトでのランキングに使用された。
- ハードモードでゲームクリア後、オプション項目に「サウンドテスト」が追加する。
- ノーマルモードクリア後、「ハード」が追加。
- ゲームクリア後（難易度関係なく）「ギャラリー」が追加。全部で8種類あり全て集めると項目が黄色になる。

## 移植版
| No. | タイトル                                      | 発売日                      | 対応機種        | 開発元 | 発売元 | メディア                            | 型式 | 備考 | 出典              |
| --- | --------------------------------------------- | --------------------------- | --------------- | ------ | ------ | ----------------------------------- | ---- | ---- | ----------------- |
| 1   | メトロイド ゼロミッション                     | 2014年6月19日 2016年1月14日 | Wii U           | 任天堂 | 任天堂 | ダウンロード (バーチャルコンソール) | -    |      | [ 5 ]             |
| 2   | ゲームボーイアドバンス Nintendo Switch Online | 2024年6月18日               | Nintendo Switch | 任天堂 | 任天堂 | ダウンロード                        | -    |      | [ 6 ] [ 7 ] [ 8 ] |

## 後世への影響
ゲーム開発者の開発室Pixelこと天谷大輔は、本作を遊ぶ前はリメイク元の『メトロイド』のグラフィックを改良した程度だと考えていたが、いざ遊んでみると非常に親切な作りで、迷うことなくあっという間にクリアできたと2014年の「Game*Spark」とのインタビューの中で語っている。また、天谷は本作をシリーズの中で最も遊びやすい作品だと